# Martín de Vega y Aceituno
Martín de Vega y Aceituno (Talavera de la Reina , Corona de Castilla, Monarquía Hispánica c. mediados del siglo XVI - Corona de Castilla, Monarquía Hispánica siglo XVII) fue un español Talaverano que ejerció como alcalde mayor de San Salvador desde 1593 hasta 1595.

## Biografía
Martín de Vega y Aceituno nació por mediados del siglo XVI en Talavera de la Reina (Corona de Castilla, Monarquía Hispánica) como hijo de Jerónimo Enzinas Aceituno y de María Suárez.
En 1592 el rey Felipe II lo nombró alcalde mayor de San Salvador; por lo que el 10 de febrero de ese año zarpó hacia el continente americano en la flota del general Francisco Martínez de Leiva, acompañado de sus criados Jerónimo de Enzinas Aceituno y Juan de Estrada; tomaría posesión de su cargo a finales del año de 1593.
El jueves 20 de abril de 1594 un fuerte terremoto destruyó la ciudad de San Salvador; por lo que, el 1 de julio de ese año en un cabildo abierto (realizado por el ayuntamiento de la ciudad) en su casa se dictaminó nombrar a la Virgen de la Merced como patrona de la ciudad y se encomendó al padre Fray Luis Caballero la edificación de la iglesia y convento de la orden mercedaria, a lo cual Martín de Vega prestó gran ayuda moral y económicamente.
Una probanza, hecha para solicitar al rey de que se otorgase una ayuda económica para volver edificar la ciudad de San Salvador, menciona que para enero de 1595 el alcalde ordinario de San Salvador Pedro Bermúdez se había hecho cargo de la justicia mayor debido a la ausencia del alcalde mayor; se desconoce el motivo de la ausencia de Martín de Vega, y que fue de él luego de finalizar su período de alcalde mayor, muy probablemente regresó a España y fallecería ya entrado el siglo XVII.